# Били Мартин
Били Мартин (на английски: Billy Martin, пълно име: Уилям Дийн Мартин) е американски музикант, китарист и скейтбордист на Good Charlotte. Той също така често е и втори беквокал на групата.

## Рисуване и комикси
Били Мартин има сайт за всичките си рисунки, наречен „Bloodzilla“ и модна линия – Level 27 Clothing с най-добрия си приятел Стив Сивърс.

## Личен живот
На 1 март 2008 той се жени за своята приятелка Линзи Уилиямсън, с която са заедно още от училище.

## Любопитно
- Той е вегитарианец и членува в PETA
- Висок е 5'11"
- Любимата му храна включва фастъчено масло и бобено бурито
- Музикалните му въздействия включват Silverchair, Green Day, Nirvana, Michael Jackson, Incubus, Deftones, Lit, Linkin Park, Orgy и Korn.
- любимия му филм е Nightmare Before Christmas (Кошмар преди Коледа) и Who Framed Roger Rabbit?
- Свирил е в група на име Overflow с приятелите си Steven Sievers и J.D преди да се присъедини към Good Charlotte.
- Steve Sievers, член на Overflow, му помага с LeVel 27.